# يورك لارس
يورك لارس (بالإنجليزية: York Larese)‏ مواليد 18 يوليو 1938 في نيويورك - الوفاة 6 فبراير 2016، كان لاعب كرة سلة أمريكي أصبح مدرباً. بدأ مسيرته الاحترافية في سنة 1961. تم اختياره من قبل فريق واشنطن ويزاردز خلال الدرافت. بلغ طوله 6 قدم 4 بوصة (1.9 م). اعتزل اللعب في 1969.

## روابط خارجية
- يورك لارس على موقع إن بي أي (الإنجليزية)
- يورك لارس على موقع سبورتس رفرنس (الإنجليزية)
- يورك لارس على موقع كلية كرة السلة في سبورتس رفرنس.كوم (الإنجليزية)
- يورك لارس على موقع ريلجم (الإنجليزية)
- يورك لارس على موقع بروبوليرز (الإنجليزية)
- يورك لارس على موقع سبورتس رفرنس (الإنجليزية)